# Pseudolucinisca lacteola
Pseudolucinisca lacteola is een tweekleppigensoort uit de familie van de Lucinidae. De wetenschappelijke naam van de soort is voor het eerst geldig gepubliceerd in 1897 door Tate.